# Worobijówka (obwód homelski)
Worobijówka, Worobijowka (biał. Вераб'ёўка, Wierabjouka; ros. Воробьёвка, Worobjowka)  – dawna wieś na Białorusi, w obwodzie homelskim, w rejonie wieteckim, położona nad rzeką Biesiedzią
W wyniku katastrofy w elektrowni jądrowej w Czarnobylu i skażenia promieniotwórczego mieszkańcy wsi zostali przesiedleni.
Wieś została oficjalnie zlikwidowana w 2011 roku.